# Moritz von Streit
Moritz von Streit, též Moriz von Streit, rodným jménem Moritz Frey (20. května 1826 Praha – 22. března 1890 Vídeň), byl rakousko-uherský, respektive předlitavský politik, v letech 1880–1881 ministr spravedlnosti Předlitavska.

## Biografie
Narodil se jako Moritz Frey, jméno Streit získal až při povýšení do šlechtického stavu, přičemž ho přijal po své manželce na přání svého tchána, který neměl mužské dědice a přál si proto přenést na svého zetě titul a rodovou linii. Dlouhodobě působil jako státní úředník, nejprve v justici v Uhersku, pracoval u vrchního soudu v Košicích. V roce 1872 se stal dvorním radou u nejvyššího soudního dvora ve Vídni a pak předsedou zemského vrchního soudu v Brně.
Dne 26. června 1880 se stal ministrem spravedlnosti Předlitavska ve vládě Eduarda Taaffeho. Ministerstvo vedl do 14. ledna 1881. Z vlády odešel po relativně krátké době, protože měl názorově blízko k centralistickým ústavověrným německým liberálům, přičemž ve vládě postupně převládly spíše síly federalistické a konzervativní.
Po odchodu z ministerské funkce byl jmenován prezidentem vrchního zemského soudu ve Vídni a důchodkového vrchního soudu tamtéž.
Jeho tchánem byl soudce a politik Ignaz Streit.